# Каннингем, Александр (историк)
Александр Каннингем (англ. Alexander Cunningham; 1654—1737) — шотландский историк и дипломат.

## Биография
Родился в 1654 году (по другим данным в 1655 году) в Шотландии.
По мнению историков, был связан с Генри Каннингемом, губернатором Ямайки, а также с семейством Glencairn. С 1692 по 1695 годы путешествовал в качестве репетитора с Джеймсом Кармайклом (англ. James Carmichael).
В 1700 году Каннингем побывал в Риме, где был репетитором Джона Кэмпбелла. В следующем году он был послан в  Париж, чтобы подготовить конвенцию о торговле и торговый договор между Францией и Шотландией, но в реальности был шпионом. В качестве британского агента сообщил Вильгельму Оранскому о французских военных приготовлений. Был членом партии вигов. В 1703 году посетил с Джозефом Аддисоном Ганновер, где был представлен принцессе Софии Ганноверской и её сыну Георгу, будущему королю Великобритании. Александр Каннингем состоял консультантом при создании Договора об Унии между Англией и Шотландией. Был знаком с Исааком Ньютоном.
Когда в 1710 году виги потеряли власть, Каннингем вернулся к репетиторству и в 1711 году сопровождал лорда Лонсдейла (1692—1713) в Италию. Прежнее знакомство с Георгом I способствовало назначению Александра Каннингема в 1715 году британским посланником в Венецию, где он служил по 1720 год, когда вышел на пенсию.
Вернувшись в Англию, жил в Лондоне, где умер в 1737 году и был похоронен в церкви Сент-Мартин-ин-зе-Филдс 15 мая. Оставшееся после него состояние оценивалось в £ 12.000.
К трудам Каннингема относят рукопись на латыни, имевшуюся у его родственника — архидиакона Чичестера Холлингерри, Томас, который перевёл рукопись и передал её писателю Уильяму Томсону. Томсон в 1787 году опубликовал этот труд в двух томах под названием The History of Great Britain from the Revolution in 1688 to the accession of George I.
Александр Каннингем причастен, вместе с полными его тёзками — юристом и индологом, к названию шахматного Гамбита Каннингема.